# Masacre de Puerto Príncipe de 2018
El 13 de noviembre de 2018, una serie de ataques indiscriminados contra civiles azotó los barrios marginales de La Saline en Puerto Príncipe, Haití. Según informes, murieron entre 15 a 25 civiles en un período aproximado de 24 horas. Se cree que los asesinatos se debieron a la guerra entre pandillas locales o las acciones de funcionarios haitianos que intentaban sofocar las protestas anticorrupción.

## Trasfondo
En octubre de 2017, las fuerzas de paz de la ONU terminaron su misión de estabilización en Haití después de 13 años de operación. Desde la salida de la ONU, aparentemente aumentó el número de áreas controladas por pandillas en la ciudad.
La masacre ocurrió en medio de varias protestas dentro de Haití. Jovenel Moïse fue elegido presidente en noviembre de 2016, pero los manifestantes lo veían como corrupto.

## Ataque
Según testigos, afirman que un camión de la policía que transportaba a hombres uniformados llegó a los barrios pobres de La Saline en Puerto Príncipe alrededor de las 15:00 horas del 13 de noviembre de 2018. Luego, los uniformados abrieron fuego contra los civiles, mientras que pandilleros locales mataron a algunos otros con machetes o armas de fuego. Según un grupo de derechos humanos, al menos 21 hombres murieron en la masacre, además de reportarse casos de violencia sexual contra mujeres y cientos de desplazados.
Otro grupo local de derechos humanos, Fondasyon Je Klere, estimó que fueron entre 15 a 25 personas las asesinadas. Algunas fuentes como el periódico francés Le Monde mencionan hasta 71 personas muertas.

## Arrestos
Según la policía, una persona ha sido arrestada en relación con la masacre.

## Identidad de los perpetradores
Fondasyon Je Klere mencionó los posibles vínculos entre bandas armadas, policías corruptos y funcionarios del gobierno como los responsables de la masacre. Los testigos del ataque alegaron que los asesinos podrían haber sido policías corruptos, lo que llevó al jefe de la Policía Nacional de Haití a suspender a dos agentes acusados de estar involucrados en los asesinatos.

## Reacciones
Naciones Unidas rápidamente inicio una investigación sobre los asesinatos. En diciembre de 2020, la Oficina de Control de Activos Extranjeros de los Estados Unidos anunció sanciones contra Jimmy Chérizier, un ex oficial de policía convertido en líder de un cártel, Fednel Monchery y Joseph Pierre Richard Duplan, dos funcionarios de la administración de Moise, por su presunta implicación en la masacre.